# Foissiat
Foissiat és un municipi francès situat al departament de l'Ain i a la regió d'Alvèrnia-Roine-Alps. L'any 2007 tenia 1.828 habitants.

## Demografia

### Població
El 2007 la població de fet de Foissiat era de 1.828 persones. Hi havia 698 famílies de les quals 185 eren unipersonals (82 homes vivint sols i 103 dones vivint soles), 209 parelles sense fills, 271 parelles amb fills i 33 famílies monoparentals amb fills.
La població ha evolucionat segons el següent gràfic:
Habitants censats

### Habitatges
El 2007 hi havia 811 habitatges, 725 eren l'habitatge principal de la família, 45 eren segones residències i 42 estaven desocupats. 720 eren cases i 90 eren apartaments. Dels 725 habitatges principals, 570 estaven ocupats pels seus propietaris, 147 estaven llogats i ocupats pels llogaters i 8 estaven cedits a títol gratuït; 12 tenien una cambra, 29 en tenien dues, 121 en tenien tres, 190 en tenien quatre i 373 en tenien cinc o més. 545 habitatges disposaven pel capbaix d'una plaça de pàrquing. A 301 habitatges hi havia un automòbil i a 365 n'hi havia dos o més.

### Piràmide de població
La piràmide de població per edats i sexe el 2009 era:
| Homes | Edats   | Dones |
| ----- | ------- | ----- |
| 0     | 95 o +  | 8     |
| 8     | 90 a 94 | 16    |
| 20    | 85 a 89 | 20    |
| 16    | 80 a 84 | 24    |
| 36    | 75 a 79 | 28    |
| 64    | 70 a 74 | 56    |
| 44    | 65 a 69 | 44    |
| 48    | 60 a 64 | 32    |
| 52    | 55 a 59 | 44    |
| 36    | 50 a 54 | 52    |
| 60    | 45 a 49 | 36    |
| 40    | 40 a 44 | 40    |
| 72    | 35 a 39 | 44    |
| 44    | 30 a 34 | 44    |
| 60    | 25 a 29 | 48    |
| 32    | 20 a 24 | 40    |
| 48    | 15 a 19 | 32    |
| 36    | 10 a 14 | 32    |
| 68    | 5 a 9   | 44    |
| 52    | 0 a 4   | 32    |

## Economia
El 2007 la població en edat de treballar era de 1.074 persones, 847 eren actives i 227 eren inactives. De les 847 persones actives 805 estaven ocupades (443 homes i 362 dones) i 41 estaven aturades (15 homes i 26 dones). De les 227 persones inactives 90 estaven jubilades, 75 estaven estudiant i 62 estaven classificades com a «altres inactius».

### Ingressos
El 2009 a Foissiat hi havia 761 unitats fiscals que integraven 1.882,5 persones, la mediana anual d'ingressos fiscals per persona era de 17.616 €.

### Activitats econòmiques
Dels 40 establiments que hi havia el 2007, 2 eren d'empreses extractives, 2 d'empreses alimentàries, 4 d'empreses de fabricació d'altres productes industrials, 9 d'empreses de construcció, 8 d'empreses de comerç i reparació d'automòbils, 2 d'empreses de transport, 3 d'empreses d'hostatgeria i restauració, 1 d'una empresa financera, 2 d'empreses de serveis, 2 d'entitats de l'administració pública i 5 d'empreses classificades com a «altres activitats de serveis».
Dels 20 establiments de servei als particulars que hi havia el 2009, 1 era una oficina de correu, 4 tallers de reparació d'automòbils i de material agrícola, 1 paleta, 1 guixaire pintor, 1 fusteria, 3 lampisteries, 3 electricistes, 3 perruqueries i 3 restaurants.
Dels 3 establiments comercials que hi havia el 2009, 1 era una botiga de menys de 120 m², 1 una fleca i 1 una botiga de material de revestiment de parets i terra.
L'any 2000 a Foissiat hi havia 115 explotacions agrícoles que ocupaven un total de 2.961 hectàrees.

## Equipaments sanitaris i escolars
El 2009 hi havia una escola elemental.

## Poblacions més properes
El següent diagrama mostra les poblacions més properes.